# De Henrico
De Henrico (ili Heinrichslied, srp. Hajnrihslid) je 19. komad u skupini latinskih pesama pod nazivom Carmina Cantabrigiensia, kolekcija od 49 gotovo isključivo latinskih kompozicija koje su prvenstveno dizajnirane za muzičko izvođenje. Ovo delo od osam strofa je u književnom istraživanju definisano kao pesma, modus i moralna pesma i jedno je od ranih svedočanstava nemačke političke poezije. Ona je "Modus erinnerter Herrschaft" (srp. priča upamćenog gospodstva). Spada u malu grupu mešovitih pesama koje su određene svesno regulisanim redosledom nemačkih i latinskih elemenata. Svojim latinsko-nemačkim i veoma slobodno unutrašnje rimovanim dugim stihovima stoji u tradiciji otonske dvorske poezije. Može se uporediti sa 149. refrenom pesme Carmina Burana. 

## Autor i prenošenje
De Henrico je opstao uz pomoć zbirke Carmina Cantabrigiensia, čiji je jedini rukopis u velikoj meri nepovratno uništen. Zbirka pesama nazvana je po latinskom nazivu za Kembridž, u kome se skladišti jedini rukopis (Cod. Gg 5.35 Univerzitetske biblioteke Kembridž). Stihovi Hajnrihslida doživeli su višestruka lingvistička preklapanja i ispravljanja. Prvo izdanje (Editio princeps) je 1720. objavio Johan Georg Ekard. Nakon što ga je August Hajnrih Hofman fon Falersleben odštampao 1830. godine, De Henrico je prvi put objavljen u Godišnjacima Nemačkog carstva Leopolda fon Rankea, na osnovu teksta Karla Lahmana. Carmina Cantabrigiensia, kojoj De Henrico pripada, nalazi se "u regiji Trir-Špejer-Vorms-Majnz-Keln-Ksanten". Bez obzira na to, poreklo autora je nepoznato, "budući da se mešaju srednjofranački i rajnski frankonski kao i saksonski elementi, mada čini se da je i bavarski uticaj opipljiv, te se čak pretpostavlja i tirinško poreklo." Stoga dijalektsko-geografska klasifikacija Hajnrihslida izaziva znatne poteškoće. "Sa lingvističke tačke gledišta [...] može se pretpostaviti da je suštinski starosaksonski original De Henrico, koji je unesen u Rajsku oblast u direktnoj kopiji rukopisa kembridžske pesme, veoma verovatan." Postoji širok konsensuz da je autor bio čovek duhovnog obrazovanja. Poznaje i obrede visokog plemstva, zbog čega je verovatnije pripadao kneževskom dvoru nego manastiru. Sačuvani oblik rukopisa može se pratiti do 12. veka u bibliotičkom katalogu opatije Sv. Augustina u Kenterberiju. Zbirka pesama registrovana je u 11. veku.

## Sadržaj i struktura
U prvoj strofi anonimni pesnik traži pomoć Hrista u svojoj priči o uglednom vojvodi Hajnrihu od Bavarske. Na početku druge strofe glasnik stiže do cara Otona i najavljuje dolazak Hajnriha. Car ustaje i odlazi u susret vojvodi sa pratnjom i prima ga mid mihilion eron (sa velikom čašću). Oton dočekuje Hajnriha. U književnim i istorijskim istraživanjima osporava se da li se ambo uos equiuoci odnosi na drugog Hajnriha istog imena. Zajedno idu u crkvu da zatraže milost Božiju. Posle molitve, car Oton vodi vojvodu Hajnriha na sastanak, gde on "s njim deli prava i poštovanje". Nakon toga sledi konsultacija između njih dvojice. U poslednjoj strofi pesnik tvrdi da je "Hajnrih svima odao po zaslugama i thid allaz uuar is (ovo je sve stvarno)." Uvek je vojvoda Hajnrih taj koji preporučuje šta da se radi, dok ga car Oton sledi. U De Henrico, sve su kraljevske radnje prepuštene vojvode, osim same kraljevske funkcije.
Prema Johanesu Fridu, pesma se deli na dve polovine, "prva, koja je posvećena ceremoniji dobrodošlice i koju karakteriše doslovan govor, iako očigledno prikazuje ritualnu radnju, i drugu, koja se u potpunosti fokusira na pripovedanje, bez ikakvog govora." Očigledno je da se u De Henrico radi o dominaciji. Zanimljivo je da se u pesmi ne prikazuje konkretan susret između učesnika, već pre prošli, reprezentativni sastanak vladara, kao što pokazuju glagolska vremena. Za razliku od Ludvigslida, De Henrico nije izvor slavnih dela, već prikaz "epizode sadašnjosti". Sastanak i sa njim povezani rituali (darivanje, dvostruki pozdrav, prijem i imenovanje za savetnike) stoje u fokusu priče. To je prikaz složenih odnosa, koji predstavlja "ritualno vreme" pre nego "kalendarsko vreme".
Sedma strofa se smatra kritičnom. Za interpretaciju pesme odlučujuća je interpretacija rukopisa. Starije čitanje predviđa da se radi o bruother (brat) umesto o bringt (her) (donosi) i da se onda pretpostavlja hero umesto hera. Dakle, prema starijem čitanju ovaj odlomak bi se mogao prevesti "Evo Hajnriha, tvog kraljevskog brata." Prema novijim čitanjima, Hajnrih bi pristupio sa "kraljevskim poštovanjem" i "ponižnošću".

## Tekst

### Original
(1) Nunc almus assis filius thero euuigero thiernun
benignus fautor mihi, thaz ig iz cosan muozi
de quodam duce, themo heron Heinriche,
qui cum dignitate thero Beiaro riche beuuarode.
(2) Intrans nempe nuntius, then keisar namoda her thus:
"cur sedes", infit, "Otdo. ther unsar keisar guodo.
hic adest Heinrich bringit her hera kuniglich.
dignum tibi fore thir seluemo ze sine."
(3) Tunc surrexit Otdo, ther unsar keisar guodo,
perrexit illi obuiam inde uilo manig man.
et excepit illum mid mihilon eron.
(4) Primitus quoque dixit: "uuillicumo Heinrich,
ambo uos equiuoci, bethiu goda endi mi:
nec non et socii, uuillicumo sid gi mi."
(5) Dato responso fane Heinriche so scono
coniunxere manus. her leida ina in thaz godes hus:
petierunt ambo thero godes genatheno.
(6) Oramine facto intfieng ina auer Otdo,
duxit in concilium mit michelon eron
et admisit illi so uuaz so her þar hafode,
preter quod regale, thes thir Heinrih ni gerade.
(7) Tunc stetit al thiu sprakha sub firmo Heinriche:
quicquid Otdo fecit, al geried iz Heinrih:
quicquid ac omisit, ouch geried iz Heinrihc.
(8) Hic non fuit ullus – thes hafon ig guoda fulleist
nobilibus ac liberis, thaz thid allaz uuar is –
cui non fecisset Heinrich allero rehto gilich.

### Prevod (savremeni nemački jezik)[13]
(1) Nun hilf, gütiger Sohn der ewigen Jungfrau.
Sei mein wohltätiger Beschützer, damit ich berichten kann
von jenem Herzog, dem Herren Heinrich,
der mit Würde das Reich der Bayern beschützte.
(2) Einst kam da ein Bote, der den Kaiser mit Namen so ansprach:
"Warum bleibst du sitzen", fragte er, "Otto, unser guter Kaiser?
Hier ist Heinrich. Er bringt ein königliches Gefolge,
das sogar würdig wäre, die selbst zu dienen."
(3) Da erhob sich Otto, unser guter Kaiser,
ging ihm entgegen und mit ihm sehr viele Männer,
und er begrüßte ihn mit großen Ehren.
(4) Zuerst sagte er: "Willkommen Heinrich,
ihr beiden gleichen Namens, beiden, Gott und mir,
und dazu auch die Gefolgsleute, seid mir alle willkommen."
(5) Nachdem (der Gruß) so angemessen von Heinrich erwidert wurde,
reichten sie sich die Hände. Er geleitete ihn in die Kirche;
beide wollten sich der Gnade Gottes versichern.
(6) Nach dem Gebet begrüßte ihn Otto abermals,
führte ihn mit großen Ehren zum "consilium",
und übertrug ihm, was auch immer er danach an Lehnen besaß;
außer königliche Rechte, die Heinrich auch nie begehrte.
(7) So stand danach die ganze "Beratung" unter Heinrichs Schutz;
was immer Otto auch tat, er beriet es mit Heinrich,
was immer er unterließ, auch dabei beriet ihn Heinrich.
(8) Hier gab es niemanden – dafür habe ich gute Bestätigung
Edler und Freier, dass das alles wahr ist –
dem Heinrich nicht alle Rechte gleichermaßen gewährte.

### Prevod (srpski jezik)[14]
(1) Sad pomozi, ljubazni sine večne device.
Budi mi dobroćudni zaštitnik, da mogu izvestiti
o tom vojvodi, o gospodinu Hajnrihu,
koji je dostojanstveno štitio kraljevinu Bavarsku.
(2) Jednom je došao glasnik, koji se poimenice obratio caru:
"Zašto sediš", upita on, "Otone, dobri care naš?
Ovde je Hajnrih. On dovodi kraljevsku pratnju
dovoljno dostojnu i da sami sebi služe."
(3) Tada ustade Oton, naš dobri car,
i pođe mu u susret, a s njim i mnogi ljudi,
i on pozdravi ga s velikom čašću.
(4) Prvo reče on: "Dobrodošao, Hajnrih,
vas dvojica istog imena, oboje, i Bog i ja,
i takođe sledbenici, svi ste mi dobrodošli."
(5) Nakon što je Hajnrih uzvratio (pozdrav) na odgovarajući način,
rukovaše se. Otpratio ga je u crkvu;
oboje su hteli da se uvere u blagodat Božiju.
(6) Nakon molitve, Oton ga ponovo pozdravio,
odveo ga sa velikim počastima na consilium
i dao mu sve feudove koje je potom posedovao;
osim kraljevskih prava, za kojima Hajnrih nikada nije ni žudeo.
(7) Tako je nakon toga čitavo savetovanje bilo pod Hajnrihovom zaštitom;
šta god da je Oton radio, savetovao se sa Hajnrihom,
šta god da se uzdržavao, Hajnrih ga je i tome savetovao.
(8) Ovde nije nikog bilo - za to imam dobru potvrdu
od plemića i prosaca, da je stvarno sve ovo -
kome Hajnrih nije sva prava podjednako dodelio.

## Istorijska pozadina
De Henrico ne daje nikakvu informaciju o konkretnom susretu između cara Otona i vojvode Hajnriha. Istorijske reference ranosrednjovekovne poezije moraju se obično izvoditi iz drugih izvora. Istraživači uglavnom u Otonu vide cara Otona III: "Dva Hajnriha su verovatno vojvoda Hajnrih II od Bavarske, svađalica, i ili njegov sin, kasniji kralj Hajnrih II, ili član dinastije Luitpolding, Hajnrih III od Koruške. I ranije favorizovano spominjanje pomirenja između kralja Otona I i njegovog brata Hajnriha ne može se potpuno isključiti." Jasno istorijsko tumačnje Hajnrihslida ne postoji i verovatno se ne može rekonstruisati.

## Literatura

### Primarna literatura
- Müller, Stephen: Althochdeutsche Literatur. Eine kommentierte Anthologie. Althochdeutsch/ Neuhochdeutsch. Altniederdeutsch/ Neuhochdeutsch. Prevedeo, izdao i komentarisao Stephen Müller. Stuttgart 2007 (Reclams Universal-Bibliothek 18491),  978-3-15-018491-2

### Sekundarna literatura
- Fried, Johannes: Mündlichkeit, Erinnerung und Herrschaft. Zugleich zum Modus ›De Heinrico‹. U: Political Thought and the Realities of Power in the Middle Ages. Politisches Denken und die Wirklichkeit der Macht im Mittelalter. Uredili Joseph Canning i Otto Gerhard Oexle. Göttingen 1998 (Publikacije Instituta za istoriju Maks Plank 147),  3-525-35462-2, str. 9-32
- Herweg, Mathias: Ludwigslied, De Heinrico, Annolied. Die deutschen Zeitdichtungen des frühen Mittelalters im Spiegel ihrer wissenschaftlichen Rezeption und Erforschung. Wiesbaden 2002 (Imagines medii aevi 13),  3-89500-268-2
- Schneider, Jens: Heinrich und Otto. Eine Begegnung um die Jahrtausendwende. U: Arhiv za kulturnu istoriju 84 (2002), str. 1–40
- Verio Santoro: Il „De Heinrico“ e gli inizi del plurilinguismo nella poesia tedesca medievale, „Medioevo e Rinascimento“, 9 / n.s. 6, 1995, str. 17–50